# 波拿巴路
波拿巴路（法語：Rue Bonaparte）是巴黎第六区的一条街道，北起塞纳河，南到卢森堡公园，穿过圣日耳曼德佩广场和圣叙尔比斯广场，拥有许多法国著名机构以及许多名人住宅。这条路穿过左岸的心脏。这条路有15个建筑或雕塑被列为历史古迹，超过第六区其它任何街道。
波拿巴路拥有许多书店、古董店、出版社和画廊。

## 历史

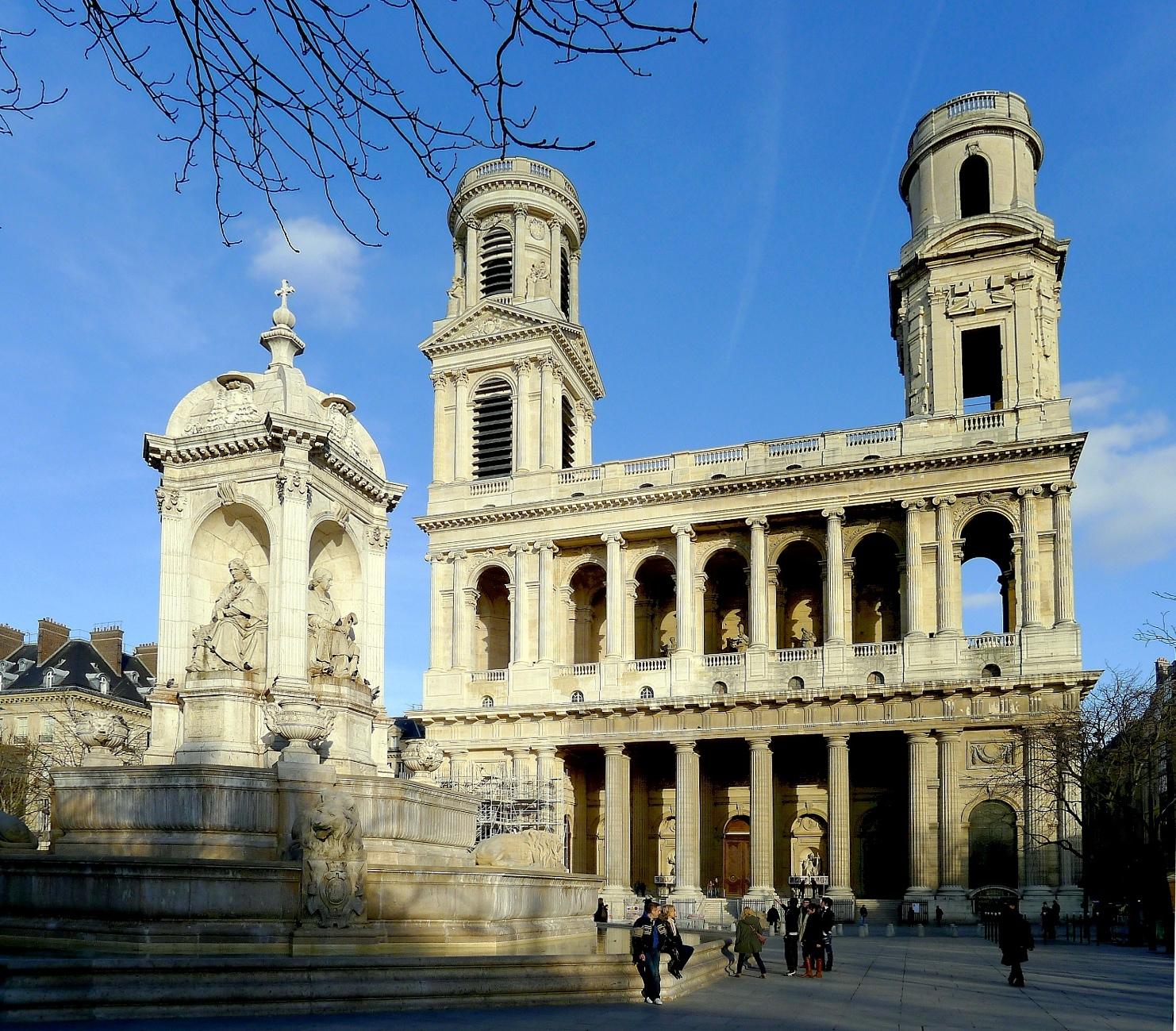
圣叙尔比斯教堂

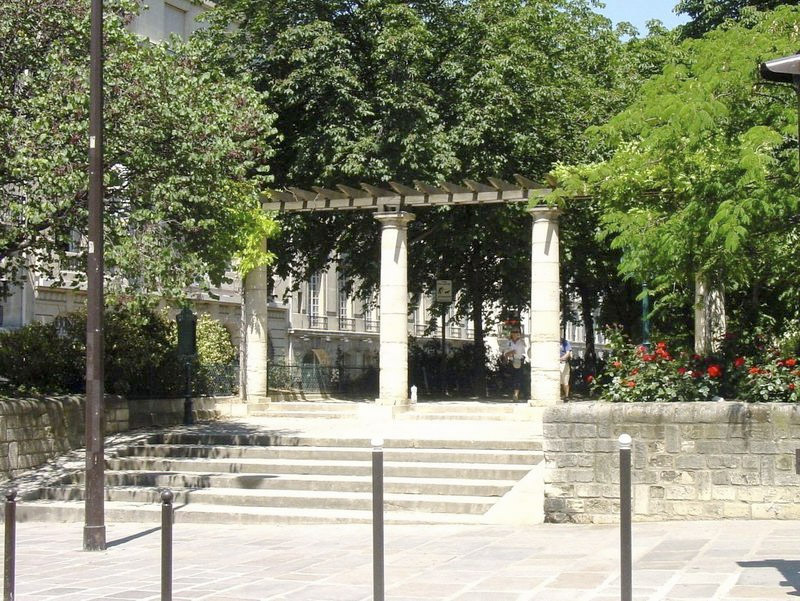

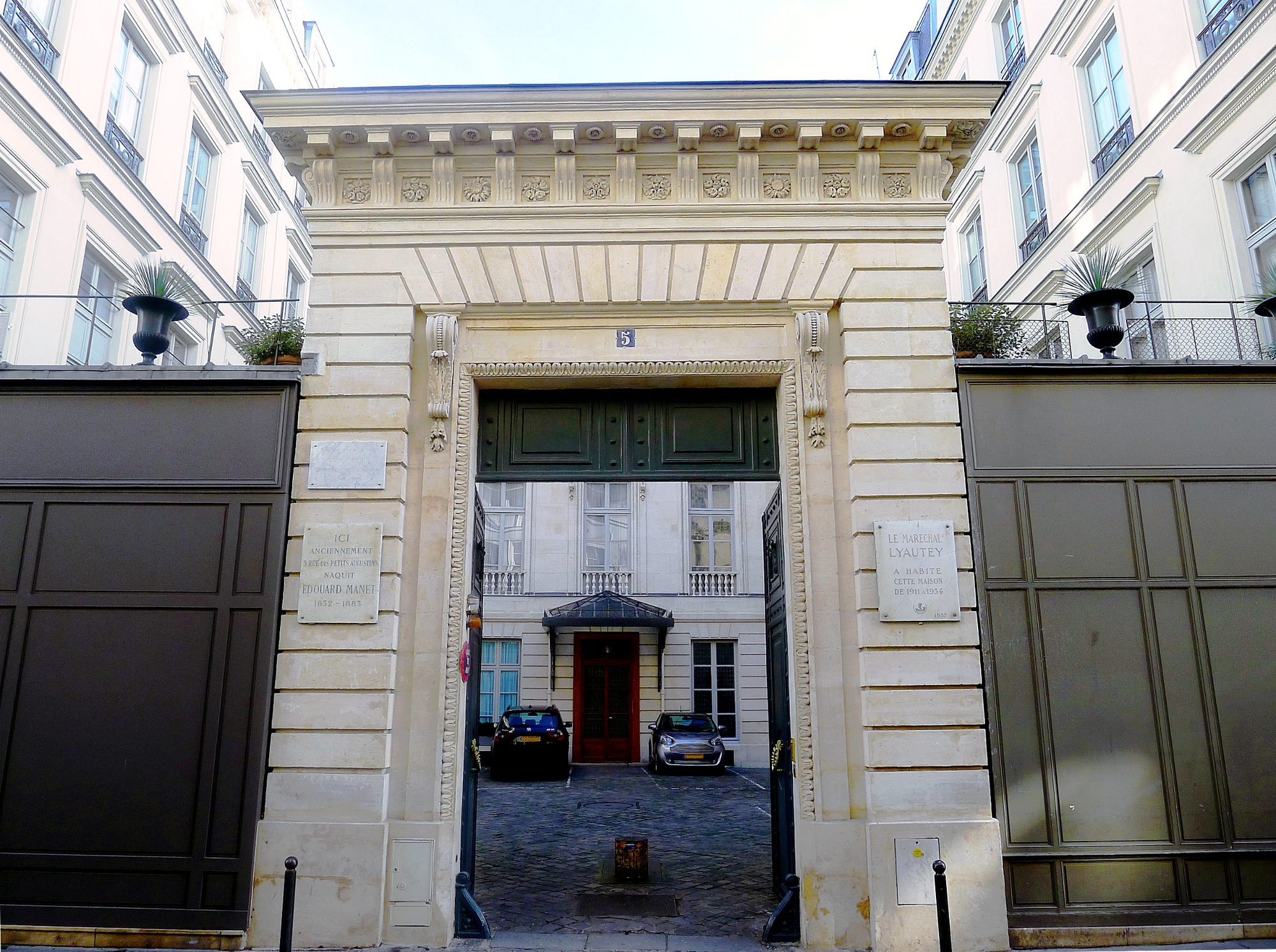
波拿巴路5号

波拿巴路正式命名于1852年8月。
48°51′11″N 2°19′59″E / 48.85306°N 2.33306°E